# ویلند فورست
ویلند فورست (آلمانی: Wieland Förster؛ زادهٔ ۱۲ فوریهٔ ۱۹۳۰) مجسمه‌ساز، نقاش، نویسنده و عکاس اهل آلمان است.
 او در سال ۲۰۱۲ نشان شایستگی «براندزبورگ» دریافت کرد.